# Zareh Sinanyan
Zareh Sinanyan, né en 1973 à Erevan en Arménie, est actuellement le maire de Glendale dans l'État de Californie aux États-Unis. Il a été nommé maire en avril 2014, remplaçant l'ancien maire Dave Weaver.